# Norfolk (шлюп)
«Norfolk» — британский шлюп, построенный на острове Норфолк в 1798 году. В 1799 году, в входе исследования острова Тасмании и юго-восточного побережья Австралии на шлюпе «Norfolk» британский исследователь Мэтью Флиндерс открыл Бассов пролив. В 1800 году шлюп был захвачен бандитами и потерпел крушение в устье реки Хантер.

## История
Шлюп Norfolk был построен на острове Норфолк в 1798 году компанией Norfolk Island Pine. Корабль был построен для улучшения сообщения между Австралией и островом Норфолк из-за сильно ощутимой нехватки различных запасов на острове. По данным Джеффри Инглтона, изначально Norfolk использовался как баркас HMS Sirius. Губернатор острова Норфолк Хантер передал Norfolk под командование капитана Питера Хиббса (моряка, ранее работавшего на HMS Sirius), чтобы тот доставил Мэтью Флиндерса на остров.
По прибытии на остров Норфолк Флиндерс был назначен командиром судна, которое отправилось в новую экспедицию 7 октября 1798 года. Открыв Порт-Дэлраймпл (нынешний Лонсестон), путешественники проплыли через открытый ими Бассов пролив и обогнули остров Тасмания, вернувшись в Сидней в январе 1799 года. В ходе экспедиции Флиндерс впервые исследовал большую частью тасманийского побережья, составил описание аборигенов Тасмании. Открытие Бассова пролива, который был назван в честь Джорджа Басса, было очень важным, так как его существование значительно сокращало время пребывания в пути судов, плывших из Англии. Флиндерс повёл Norfolk на север, чтобы нанести на карту Кук-Мортонс-Бей (ныне Мортон-Бей) и Херви-Бей (Харви-Бей). В ходе последовавшей экспедиции вдоль южного побережья Квинсленда каких-либо крупных открытий сделано не было, поэтому в марте 1800 года Мэтью Флиндерс вернулся в Англию.
Затем Norfolk использовался для доставки продуктов из района Винзор в Порт-Джексон. Во время одного из таких рейсов, в устье реки Хоксбери, судно было захвачено беглыми каторжниками, которые намеревались отправиться на шлюпе в Малуку, но сели на мель на северной стороне устья реки Хантер, которое позже было названо «Пиратская точка».

## Описание
По описанию Кампстона шлюп Norfolk представлял собой небольшую палубную лодку — баркас.

## Память
- Тасманиец Берн Катбертсон реконструировал шлюп Norfolk. В 1998—99 годах вместе с командой единомышленников он повторил на этом судне маршрут исследовательского путешествия Мэтью Флиндерса. Реконструкция шлюпа Norfolk теперь выставлена в Центре Басса и Флиндерса в Джорджтауне на реке Тамар в Тасмании[5].

- В 1999 году были отлиты юбилейные медальоны из стерлингового серебра или 18-каратного золота в честь 200-летия путешествия Мэтью Флиндерса. Часть медальонов получили участники экспедиции Берна Катбертсона[5].

- В 2000 году Совет по географическим названиям Квинсленда присвоил земле в лодочной гавани Мэнли в заливе Мортон (27,4508 ° ю.ш. 153,1914 ° в.д.), название — Норфолк-Пойнт. В этом месте установлена мемориальная доска в честь посещения этой гавани экспедицией Мэтью Флиндерса[6][7][8].